# 花岗岩州 (绝命毒师)
《花岗岩州》（英語："Granite State"）是美国犯罪片《绝命毒师》的第五季第十五集，同时也是该系列的倒数第二集。彼得·古尔德在此集中充当了导演和编剧职务。本集于2013年9月22日在美国和加拿大的AMC首播。剧情延续上集《万王之王》，讲述了沃尔特·怀特（布莱恩·科兰斯顿饰）畏罪潜逃新罕布什尔州的故事。
本集是古尔德执导第四季的《问题狗》后，首次执导该系列作品。在编写本集时，制作团队对剧情的走向，尤其是沃尔特·怀特的角色发展感到迷茫。最后，制作团队决定让沃尔特在本集中处在郁闷状态。此集的新罕布什尔州场景取景于克劳福德山口。这集是索尔·古德曼（鲍勃·奥登科克饰）在《风骚律师》前最后一次登场。
《花岗岩州》开播后获得广泛好评，好评点主要集中在剧情叙述方式和怀特父子对话场景。除此之外，本集还吸引了640万观众收看，打破了该系列的纪录，并获得了多个奖项提名。罗伯特·佛斯特还因在本集的表现获得了土星奖最佳客串角色奖。

## 剧情
续接上集，索尔·古德曼和沃尔特·怀特正待在埃德·加尔布雷思店内等待埃德为他们伪造身份。期间，沃尔特强令索尔在新身份出炉后跟随他离开。突然一阵咳嗽止住了沃尔特的谈话，索尔抓住机会离开店内，前往内布拉斯加州过上了全新的生活。
另一边，杰克·韦尔克率人闯入玛丽·施拉德家中，搜到了杰西·平克曼的认罪录像带。愤怒的杰克打算杀死泄密的杰西，但被托德·阿尔奎斯特制止。托德表示他需要通过杰西制毒以让心上人莉迪亚·罗达特-奎尔留下深刻印象。由于斯凯勒·怀特早前曾见过莉迪亚，于是托德率人带人闯入她的家，并威胁她保持沉默。尽管如此，莉迪亚仍不愿涉险，于是打算暂时退出贩毒事业，但在托德透露杰西制成的冰毒纯度高达92%后决定继续从事贩毒生意。不愿成为制毒奴隶的杰西试图逃跑，但被杰克发现。作为惩罚杰西被迫亲眼看到托德枪杀安德烈埃·坎蒂略。杰克在一旁警告说如果再次逃跑，届时将杀死安德烈埃的儿子布洛克。
沃尔特在获得新身份后被埃德带往新罕布什尔州的一间偏僻小屋内躲藏。托德表示他每月都会带食物和前来，同时也警告沃尔特沃尔特倘若离开小屋，可能会被捕。几个月后，衣衫不整和孤独的沃尔特留起了长长的胡子，就连头发也长了回来。埃德来访时告诉沃尔特，斯凯勒已改回娘家姓，并兼职做出租车调度员。沃尔特被废弃的房子也因全国对他的搜捕行动，而成为旅游景点。
不久后，沃尔特来到不远处的小镇。他用钱收买一位酒吧女招待，让他假装是玛丽打给小沃尔特·怀特就读的学校。沃尔特在电话中试图与小沃尔特和解，并表示会将钱寄给小沃尔特的朋友路易斯，让他转交给斯凯勒。但小沃尔特不买帐，并将汉克·施拉德的死归咎于沃尔特，表示希望沃尔特去死，随后愤怒的挂断电话。心灰意冷的沃尔特打电话给缉毒局自首，然后没挂断电话让缉毒局能够追踪位置。在等待时，沃尔特看见了查理·罗斯正在采访埃利奥特·施瓦茨和格雷琴·施瓦茨，二人轻描淡写了沃尔特对灰质科技公司的贡献。最后，愤怒的沃尔特在警察抵达前离开了酒吧。

## 制作

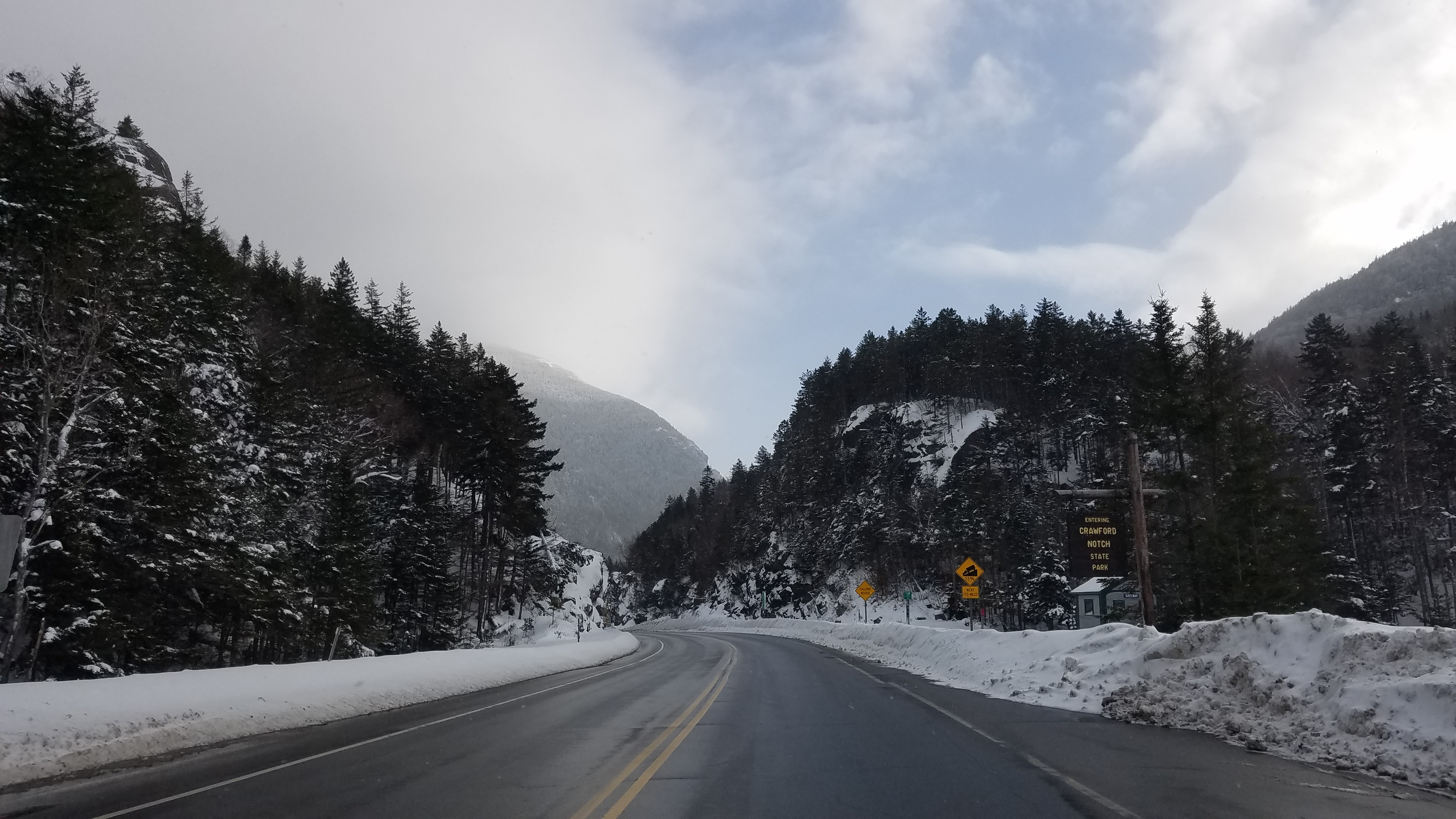
克劳福德山口照片

《花岗岩州》于2013年9月22日在美国和加拿大的AMC频道播出。本集由彼得·古尔德自导自编。这是古尔德自第四季的《问题狗》，第二次执导该系列作品。本集标题的含义为新罕布什尔州的昵称，该州是沃尔特在获得新身份后居住的地方。
制作团队在编写《花岗岩州》时面临着许多困难。困难点主要集中在汉克·施拉德死后，沃尔特反应如何。最后，团队决定让沃尔特为汉克的死感到悲伤。古尔德则表示沃尔特已经「跌入谷底」。本集压抑的氛围和上集的万王之王形成鲜明对比。能够体现这一场景的便是开头沃尔特强令索尔的片段，此举是沃尔特试图唤醒体内的海森堡灵魂，但索尔直接告诉他「一切都结束了」。

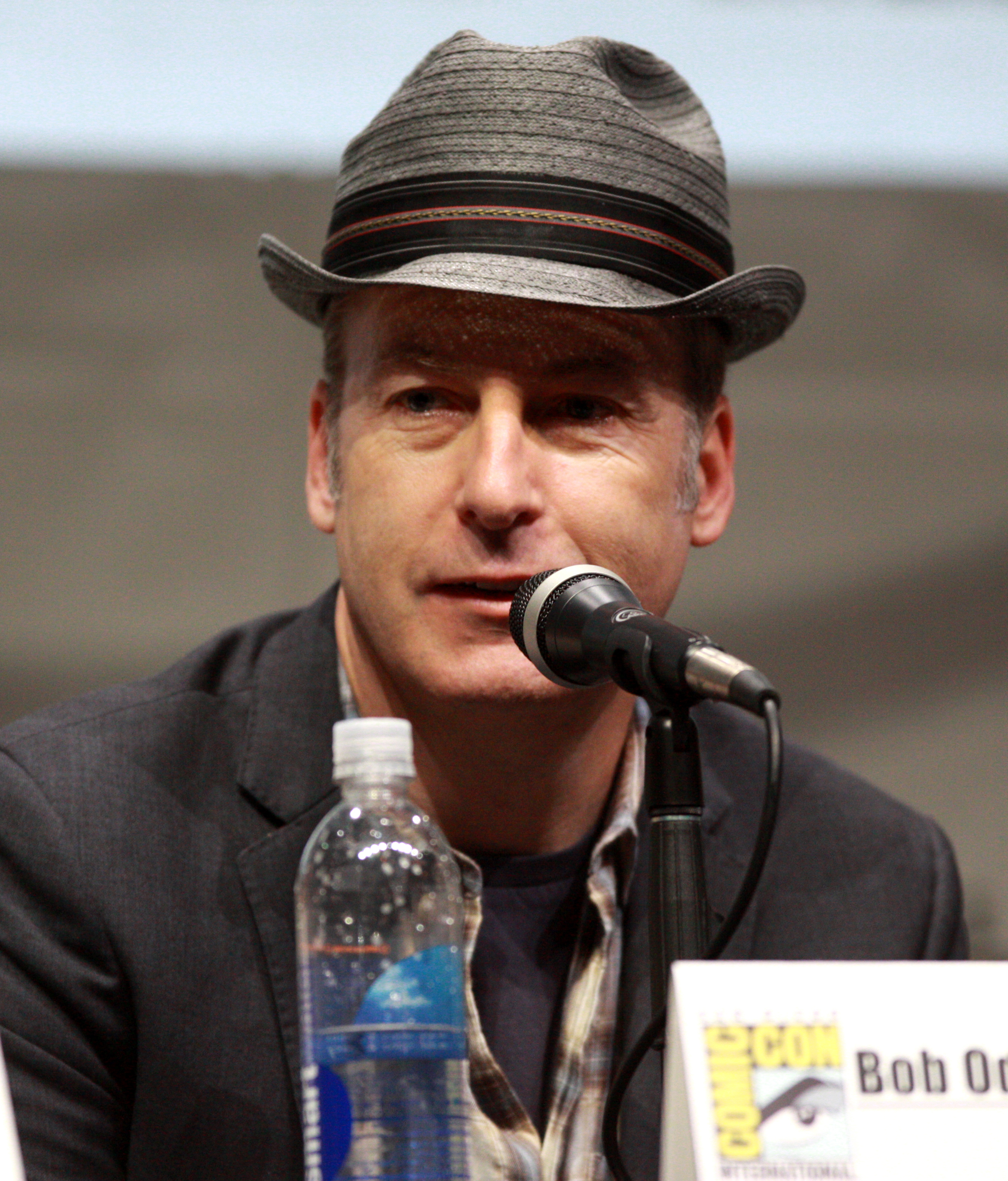
鲍勃·奥登科克在《风骚律师》前最后一次饰演索尔·古德曼。

本集的新罕布什尔州场景大部分在克劳福德山口拍摄，沃尔特居住的小屋则在新墨西哥州的桑迪亚山拍摄。拍摄期间，怀特父子通话片段的胶片遭飞机意外碾压，因此不得不重新录制。本集和曲终人散的时长与其他集数相比均得到延长。
《花岗岩州》是索尔·古德曼在《风骚律师》前最后一次登场。剧中索尔正准备逃往内布拉斯加州，离开前索尔告诉沃尔特「如果运气好的话，一个月后我将会在奥马哈管理一家肉桂卷。」古尔德表示这句台词就是随口一说，因为当时剧组根本就没想过《风骚律师》计划。绿灯下来后，剧组决定在《风骚律师》第1集的闪进片段制作索尔成为肉桂卷经理的画面。除此之外，《花岗岩州》里的画面还出现在《风骚律师》里的《荆途》、《敬酒与罚酒》和《索尔走了》。

## 反响
《花岗岩州》播出后获得广泛好评，并在首播时引来660万人观看，超过上集的640万人观看，打破该剧最高纪录。本集在互联网电影数据库的所有《绝命毒师》剧集里排名第7，在满分10分的情况下，观众平均评分为9.7。
《花岗岩州》剧情故事获得许多影评人士好评。多位评论家认为本集良好地为大结局《曲终人散》进行了铺垫，同时因这一集而对大结局更感兴趣。《偏锋杂志》的查克·鲍恩表示「本集运用各种基调展示了沃尔特的沉论」。他还认为本集让观众在收看时能够体会到沃尔特的各种辛酸。《IGN》的塞思·阿米提和《Slate》的琼·托马斯与鲍恩持相同看法，托马斯表示本集提现出“事情不会如你所愿”。《Collider》的艾利森·基恩持保留态度，但认为本集很好地展现出沃尔特长期与世隔绝的绝望和孤独感。
除此之外，《The Ringer》还将其评为《绝命毒师》评分第7高的集数。该网站编者克里斯·瑞安评价本集“格局宏大”，虽有一季的剧情量，却又不会过于仓促和草率，同时含有温馨和恐怖情节，并认为足以成为该系列的结局。《Vulture》则将其在所有剧集中排名21名。

### 解析
在怀特父子通话中，沃尔特试图说服儿子接受他寄的钱，但只得小沃尔特「你为什么不去死」的回应。小沃尔特曾在第一季沃尔特诊断出癌症后说过同样的话。《连线》的劳拉·赫德森认为小沃尔特在第一季说出这话时正处害怕失去父亲的悲愤相加情况，在本集是真心希望父亲去死。《好莱坞报道》的蒂姆·古德曼形容通话时的沃尔特为「垂死野兽的绝望哀嚎」，小沃尔特则是蒙冤者的「熊熊怒火」。
被儿子训斥后，沃尔特哭喊着「这总该有点意义」 ，古德曼了当地指出这就是《绝命毒师》的写照，一切都是徒劳。赫德森认为此景对应了开头索尔说的一切都结束了。阿米提认为本集对白色的运用构成了视觉隐喻。与之前色彩斑斓的集数相比，本集尤为干净，象征着「崭新的开始」或是「正等待书写结局的白板」。

### 奖项
本集获得了两项创意艺术艾美奖提名。 迈克尔·斯洛维斯入围了最佳影视系列摄影奖 (1小时)提名，凯利·狄克逊和克里斯·麦凯莱布则获得了最佳剧情画面剪辑奖，败给了斯基普·麦克唐纳编写的大结局《曲终人散》。彼得·古尔德靠着《花岗岩州》获得美国编剧工会最佳剧情类单集剧本奖提名，罗伯特·佛斯特则获得了土星奖最佳客串角色奖。

## 外部连接
- 《绝命毒师》官网上花岗岩州的簡介
- 互联网电影数据库上Granite State的资料（英文）